# Bådarna, Hangö
Bådarna är klippor i Finland.   De ligger i kommunen Hangö i landskapet Nyland, i den södra delen av landet, 110 km väster om huvudstaden Helsingfors.
Terrängen runt Bådarna är mycket platt.  Närmaste större samhälle är Hangö, 15,0 km väster om Bådarna. 